# لویتس
شهر لویتس (به آلمانی: Loitz) در ایالت مکلنبورگ-فورپومن در کشور آلمان واقع شده‌است.